# Бёрднер, Элиас
Элиас Йона Бёрднер (нем. Elias Jona Bördner; родился 18 февраля 2002 года, Вайльбург, Германия) — немецкий футболист, вратарь клуба «Виктория» (Кёльн).

## Карьера
Элиас Бёрднер — воспитанник футбольного клуба «Айнтрахт Франкфурт». 22 мая 2021 года в матче против «Фрайбурга» сыграл свою единственную игру за клуб.
6 июля 2021 года был отдан в аренду в «Викторию Кёльн». За клуб дебютировал в матче против «Цвиккау». Первую игру «на ноль» провёл 14 мая 2022 года против футбольного клуба «Айнтрахт Брауншвейг». Из-за перелома и повреждения пальца руки пропустил 38 дней.

## Достижения
- Обладатель кубка Среднего Рейна: 2021/22